# Municipio de Logan (condado de Burt)
El municipio de Logan (en inglés: Logan Township) es un municipio ubicado en el condado de Burt en el estado estadounidense de Nebraska. En el año 2010 tenía una población de 187 habitantes y una densidad poblacional de 1,74 personas por km².

## Geografía
El municipio de Logan se encuentra ubicado en las coordenadas 41°58′30″N 96°23′53″O / 41.97500, -96.39806. Según la Oficina del Censo de los Estados Unidos, el municipio tiene una superficie total de 107.45 km², de la cual 107,36 km² corresponden a tierra firme y (0,08 %) 0,09 km² es agua.

## Demografía
Según el censo de 2010, había 187 personas residiendo en el municipio de Logan. La densidad de población era de 1,74 hab./km². De los 187 habitantes, el municipio de Logan estaba compuesto por el 94,65 % blancos, el 0,53 % eran amerindios, el 0,53 % eran asiáticos, el 2,67 % eran de otras razas y el 1,6 % eran de una mezcla de razas. Del total de la población el 2,67 % eran hispanos o latinos de cualquier raza.